# 冬青巨蚕蛾属
冬青巨蚕蛾属（学名：Archaeoattacus）是鳞翅目王蛾科（天蚕蛾科）的一属，分布于东洋界。本属是一类体型巨大的蛾类，曾长期被视为是巨大蚕蛾属（Attacus）的一个亚属。
截止2016年，本属发现4种：
- 冬青大蚕蛾 Archaeoattacus edwardsii （White，1859）
- Archaeoattacus staudingeri （Rothschild，1895）
- Archaeoattacus malayanus （Kurosawa & Kishida，1984）
- Archaeoattacus vietnamensis Naumann, Rougerie & Nassig, 2016